# Grapa
Cet article possède des paronymes, voir GRAPA et Grappa.
Grapa (en serbe cyrillique et en bulgare : Грапа) est un village de Serbie situé dans la municipalité de Dimitrovgrad, district de Pirot. Au recensement de 2011, il ne comptait aucun habitant.

## Démographie
| 1948 | 1953 | 1961 | 1971 | 1981 | 1991 | 2002 | 2011 |
| ---- | ---- | ---- | ---- | ---- | ---- | ---- | ---- |
| 169  | 182  | 142  | 74   | 21   | 7    | 4    | 0    |

|  |